# صوفيا رافائيلي
صوفيا رافايلي (مواليد 19 يناير 2004) هي لاعبة جمباز إيقاعي إيطالية، هي حاملة الميدالية الذهبية في بطولة العالم للجمباز الإيقاعي 2022 في شامل ، والطوق ، والكرة ، والشريط ، وبطلة الفريق ، وحاملة الميدالية الذهبية بطولة أوروبا للجمباز الإيقاعي 2022 في حدث الحلق وكلوبس. وهي أيضًا صاحبة الميدالية الفضية في بطولة العالم للناشئين لعام 2019 بالحبل وكلوبس. إنها أول لاعبة جمباز إيقاعية فردية إيطالية تفوز بميدالية ذهبية في بطولات العالم والبطولات الأوروبية والألعاب العالمية، وتفوز بثلاث ميداليات ذهبية شاملة في حلبة كأس العالم.
على المستوى الوطني هي البطلة الوطنية الإيطالية الشاملة عام 2022، والميدالية الفضية الوطنية الإيطالية الشاملة لعام 2021 ، والميدالية البرونزية الوطنية الإيطالية الشاملة لعام 2020. اعتبارًا من عام 2022 أصبحت لاعبة الجمباز الإيقاعي الفردية الأكثر تزينًا من الاتحاد الإيطالي للجمباز.

## روابط خارجية
- صوفيا رافائيلي في الاتحاد الدولي للجمباز

- صوفيا رافائيلي على إنستغرام